# Lago Namtso
Il Lago Namtso, situato a 4.730 metri, è il secondo lago d'acqua salata più grande in Cina, e il lago salato più alto al mondo.

## Descrizione
Si trova incastonato tra le praterie dell'altopiano del Tibet, abitate da yak e dalle popolazioni nomadi locali che li allevano. Quando il ghiaccio si scioglie a fine aprile, il lago assume una piacevole tonalità turchese.